# They як форма однини
They як форма однини (англ. singular they) — уживання в англійській мові займенника третьої особи множини або його похідних як займенника однини спільного роду. 

## Використання
Використання в англійській мові they як займенника однини можна знайти ще в записах із XIV століття. Воно продовжувало бути популярним, незважаючи на його заборону консервативними лінгвістами в середині XVIII століття.
Розмовна англійська демонструє універсальне використання they в однині. Експертиза, видана в 1998 році Юрґеном Ґернером (Jürgen Gerner) із британського національного корпусу, виявила, що британські мовці, незалежно від соціального статусу, віку, статі й регіону, більше використовували they в однині ніж нейтральне he (він) чи інші варіант.
Займенник they в однині, який позначає осіб з небінарною гендерною ідентичністю,  Американське діалектологічне товариство визнало словом десятиліття 2010—2019 і словом року 2015, а словник Мерріам-Вебстер — словом року 2019.